# Jakub Geranus
Jakub Geranus (ur. w 1558 w Gliwicach, zm. 29 lipca 1630 w Ołomuńcu) – jezuita, rektor kolegiów jezuickich, rektor Klementinum w Pradze i Akademii Jezuickiej w Ołomuńcu. 
W 1575 wstąpił do zakonu jezuitów. Był pierwszym górnośląskim jezuitą. W 1579 uczył retorów. W latach 1580–1584 studiował teologię w Pradze. Przez 5 lat był regensem tamtejszego konwiktu. W latach 1593–1601 był rektorem kolegium w Českým Krumlovie. Tam bronił praw kolegium przeciw protestanckim panom z rodu Rožmberków. Z Českiego Krumlova przeszedł do Pragi jako rektor kolegium św. Klemensa. Następnie był jego prokuratorem. W 1607 znalazł się w wielkim niebezpieczeństwie. Georg Popel von Lobkowitz, fundator kolegium w Českým Krumlovie, siedział z rozkazu cesarza już 12 rok w twierdzy w Grazu. Geranus w 1603 napisał do rektora kolegium w Grazu, który sprawował duszpasterstwo więzienne, że powinien Lobkowitza przekonać, aby zrzekł się drogi prawnej, a przez cierpliwość i pokorę zaskarbił sobie łaskę cesarza. List ten opatrzony pewnymi spostrzeżeniami został wykorzystany w jego apologii przeciw cesarzowi Rudolfowi II, która ukazała się drukiem w 1607. Z tego powodu przeciw Geranusowi toczyło się postępowanie przed Sądem Apelacyjnym w Pradze. Został on ostatecznie uniewinniony, lecz przez cały czas postępowania przebywał w areszcie domowym. W latach 1601–1606 był rektorem Akademii Jezuickiej w Ołomuńcu. W latach 1610–1616 Geranus był ponownie rektorem Klementinum. Później został superiorem w Holeszowie, w 1620 r. ponownie rektorem w Českým Krumlovie i w 1625 w Ołomuńcu. Chętnie wędrował, ojcowie spotykali go z laską w jednej ręce i różańcem w drugiej. 29 lipca 1630 podczas mszy, kiedy czyścił kielich dostał ataku apopleksji. Został opatrzony sakramentami, zaś po 15 godzinach zmarł.